# Hidetaka Ōno
Hidetaka Ōno (jap. 大野 俶嵩, Ōno Hidetaka, eigentlich 大野 秀隆; * 20. Januar 1922 in der Präfektur Kyōto, Kaiserreich Japan; † 5. September 2002) war ein japanischer Maler und Hochschullehrer.

## Leben
Ōno wurde im 11. Jahr der Taishō-Zeit geboren und begann 1941 an der Städtischen Schule für Malerei in Kyōto (heute: Kyōto-shiritsu Geijutsu Daigaku, engl. Kyōto Municipal College of Fine Arts) mit dem Studium der traditionellen japanischen Malkunst. Dort erhielt er 1944 sein Diplom. Nach Japans Niederlage im Zweiten Weltkrieg begann er die traditionellen Techniken mit modernen, ausländischen Strömungen zu verbinden. So begann er 1948 mit kubistischen Arbeiten, denen Werke im Stil des Surrealismus folgten. Ab 1956 fand er seinen eigenen Stil.
1958 gründete Ōno die Gruppe Pan-Real und nahm zum ersten Mal in Pittsburgh, Pennsylvania, USA an der Kunstausstellung Carnegie International teil. Er experimentierte mit Kollagen, indem er Jutesäcke auf Gemälde aufklebte. Diese Werke in Mischtechnik nannte er dongoro. Andere Experimente waren Zementmischungen auf Gemälden oder ganz einfache Arbeiten im Sumi-Technik mit Deckweiß. In dieser Zeit wurde er mehr im Ausland wahrgenommen als in Japan. 1970 kaufte das Solomon R. Guggenheim Museum in New York City bereits eine seiner Arbeiten und seine Heimatstadt Kyoto ebenfalls ein Werk im gleichen Jahr. In den 1970er Jahren wandte er sich Blumenmotiven zu, die im Laufe der Jahre immer mehr abstrakt wurden.
Ab 1973 lehrte er zudem an seiner Alma Mater.

## Ausstellungen
- 1958: Carnegie International, ebenso 1961.
- 1960: American Federation of Arts, New York City.
- 1961: primus Gallery, Los Angeles, Kalifornien, USA.
- 1961/1962: Japanische Malerei der Gegenwart, Akademie der Künste, Berlin, Museum Folkwang, Essen und Städelsches Kunstinstitut, Frankfurt am Main.
- 1989; From Material to Flowers, Kunstmuseum Shinagawa, Ōsaki New City, Tokio.

## Werke
- 1961: Mischtechnik auf Papier: No. 1 bis No. 10, jeweils 67×58 cm
- 1964: Illustrationen zu dem Gedichtband von Cid Corman: All in All, Origin Press, Kyoto, Japan 1964.
- Illustrationen zu: Kusano Shimpei: Frogs &. Others: poems. Grossman Publishers, 1969.
- 1978: Nihonga.

## Veröffentlichungen
- 1959: Cid Corman (Hrsg.): Cool Gong, Origin Press, Ashland, Massachusetts, USA.
- 1982: Gashū, hana ni inon. Kyōto Shoin, Kyōto, ISBN 4-7636-1024-4.